# Bukit Bungkul
Bukit Bungkul is een bestuurslaag in het regentschap Merangin van de provincie Jambi, Indonesië. Bukit Bungkul telt 3704 inwoners (volkstelling 2010).